# Я закопаю тебя
«Я закопаю тебя» (фр. Je te survivrai) — французская комедия 2014 года режиссёра Сильвестра Сбилье в главных ролях с Джонатаном Заккаи и Бен Рига. Премьера по всему миру состоялась 16 января 2014 года. В России премьера состоялась 5 июня 2014 года.

## Сюжет
Главный герой фильма по имени Джо, является агентом по недвижимости. Он — настоящий профессионал своего дела, способный продать простой домик по цене коттеджа, у него не так хорошо относительно брака, отцовства и своих чувств. Живёт он в своём огромном доме с большим чистым полем, объёмом в 30 гектаров. На дворе шикарная машина. Но для полного счастья ему хочется построить гольф клуб рядом с домом. Как раз рядом с ним есть старая лачуга, где живёт противная старушка, которую Джо ненавидит всем сердцем и мечтает избавиться от неё. И вот однажды, придумав план, Джо спускается в старый глубокий колодец, где работает насос старухи. Но не тут то было, верёвочная лестница обрывается. И Джо остается один с малым количеством еды и телефоном, где нет связи. И никто не знает, где он, кроме противной старухи по имени Бланш…

## В ролях
| Актёр               | Роль                 |
| ------------------- | -------------------- |
| Джонатан Цассаи     | Джо                  |
| Бен Рига            | Бланш                |
| Лоран Капеллуто     | Дардан               |
| Таня Гарбарски      | Мими                 |
| Давид Муржиа        | Кевин                |
| Benoît Bertuzzo     | Жан-Бернар           |
| Марго Леду          | Кэрол                |
| Эмма Дюпон          | Эмили                |
| Pierre Hendrickx    | Пара                 |
| Michelle Feda       | Полетт               |
| Айлин Йай           | Провидец             |
| Virginie Bustin     | Поддержанные Паулетт |
| Sébastien Waroquier | Полицейский чемпион  |
| Manu Coeman         | Велосипедист         |

## Рецензии
Фильм подвергся немногословной, но весьма жёсткой критике:

«достаточно предсказуемая психологическая драма»
«диалоги растекаются, сюжет застаивается»

«не удаётся держать ритм на всей протяжёности»— Фабьен Брадфер, Le Soir, 28.05.2014

«катастрофически несмешная картина»
«всё действие картины буквально трёхходовое»
«картина прямолинейна и топорна, как строительная доска»

«актёры с выражениями лица дохлых рыбин»— Евгений Ухов, Film.ru, 08/06/2014